# Acacia subpaniculata
Acacia subpaniculata é uma espécie de leguminosa do gênero Acacia, pertencente à família Fabaceae.